# 게이트웨이 센터 아레나
게이트웨이 센터 아레나(영어: Gateway Center Arena)는 미국 조지아주 칼리지파크에 위치한 실내 경기장이다. 현재 G 리그 칼리지파크 스카이호크스와 WNBA 애틀랜타 드림의 홈경기장으로 사용하고 있다.

## NBA프리시즌 경기
| 날짜             | 팀1                 | 스코어    | 팀2             |
| ---------------- | ------------------- | --------- | --------------- |
| 2023년 10월 14일 | 뉴올리언스 펠리컨스 | 105 - 110 | 애틀랜타 호크스 |